# Скворцовы
Скворцовы — дворянский род.
В Гербовник внесены три фамилии Скворцовых.
1. Скворцовы, предки которых владели поместьями в 1628 г. (Лелива изм., Герб. VIII, 69).
2. Потомство Ивана Васильевича Скворцова, определённого на должность с чином коллежского асессора в 1800 году (Герб. VIII, 151).
3. Николай Скворцов, в службу вступил (1779) и проходя чинами (6 декабря 1826) произведён в генерал-майоры, а (20 ноября 1836) пожалован ему с потомством диплом на дворянское достоинство[1].

Василий Филиппович Скворцов – войсковой атаман Астраханскаго казачьего войска.
Прямые потомки: Скворцов Владимир Анатольевич — потомственный дворянин, имеются сыновья — Скворцов Д. В, Скворцов Е. В.

## Описание гербов

#### Герб. Часть XI. № 103.
Герб генерал-майора Николая Скворцова: щит четверочастный. В первой, лазоревой части, накрест положенные серебряный, с золотою рукоятью, опрокинутый меч и серебряная стрела (польский герб Пржестржал), сопровождаемые золотою о шести лучах звездою. Во второй, золотой части, выходящий с правого бока чёрный, с червлёными глазами, клювом и когтями орёл, держащий зелёный венок. В третьей, серебряной части, лазоревая подкова, увенчанная чёрным скворцом. В четвертой, червлёной части, серебряная зубчатая стена с такою же круглою башнею, над которою выходит с правого бока из серебряного облака, в золотых латах, рука, держащая серебряный с золотою рукоятью меч (польский герб Малая Погоня).
Щит увенчан дворянскими шлемом и короною. Нашлемник: три серебряных страусовых пера. Намёт: справа — лазоревый, с серебром, слева — чёрный, с золотом.

#### Герб. Часть VIII. № 151.
Герб потомства Ивана Васильевича Скворцова: в щите, разделенном надвое, в верхней половине, в правом, золотом и голубом полях, разрезанном диагонально к правому нижнему углу чертой, изображена восьмиугольная звезда переменных с полями цветов, а в левом, золотом и красном полях означена шпага, остроконечием обращенная к правому верхнему углу. В нижней половине, в серебряном поле, крестообразно положены две ветви натурального цвета с сидящим на них скворцом. Щит увенчан дворянским шлемом и короной. Намет на щите золотой, подложенный зеленым.

#### Герб. Часть VIII. № 69.
Герб рода Скворцовых: в щите, имеющим красное поле, изображены серебряная шестиугольная звезда и под ней золотой полумесяц, рогами обращенный вверх (польский герб Лелива). Щит увенчан дворянским шлемом и короной с тремя страусовыми перьями, на которых видны в щите означенные звезда с полумесяцем. Намёт на щите красный, подложенный серебром.

## Известные представители
- Скворцов Степан Львович — письменный голова, воевода в Тобольске (1649—1652).
- Скворцов Сидор — дьяк (1668-1677), воевода в Вологде (1671—1672), в Белгороде (1677), в Олонце (1681—1682), в Вологде (1684)[1].
- Скворцов Сергей Фёдорович — дворянин московский (1692)[3].